# أليكساندريا
اليكساندريا (الإسكندرية) مدينة جنوبي رومانيا (بالرومانية: Alexandria) عاصمة محافظة تيليورمان. عدد السكان 50.496 نسمة (2002) تبعد 188 كم عن بوخارست العاصمة.

## أعلام
- دانيال تودور
- سورين باراسكيف
- فالنتين باديا